# Chiesa di San Martino (Varano de' Melegari)
La chiesa di San Martino è un luogo di culto cattolico dalle forme barocche, situato in via Martiri della Libertà 11 a Varano de' Melegari, in provincia e diocesi di Parma; è sede di una parrocchia compresa nella zona pastorale della Pedemontana.

## Storia
Il luogo di culto originario a servizio del borgo di Varano de' Melegari fu costruito in epoca medievale; la più antica testimonianza della sua esistenza risale al 1230, quando la cappella romanica dedicata a san Martino, di ubicazione ignota, fu citata nel Capitulum seu Rotulus Decimarum della diocesi di Parma.
Nel 1453 la chiesa di San Martino fu ricostruita nell'odierna collocazione.
Tra il 1726 e il 1769 il tempio fu profondamente modificato in stile barocco, riducendo le navate a una unica e realizzando le cappelle laterali.
Nel 1964 l'edificio fu sottoposto a significativi lavori di restauro, che interessarono particolarmente le decorazioni degli interni.
Nel 1986 alla parrocchia di San Martino fu unita quella di San Pietro di Riviano.
Nel 2007 gli interni della chiesa furono restaurati.

## Descrizione

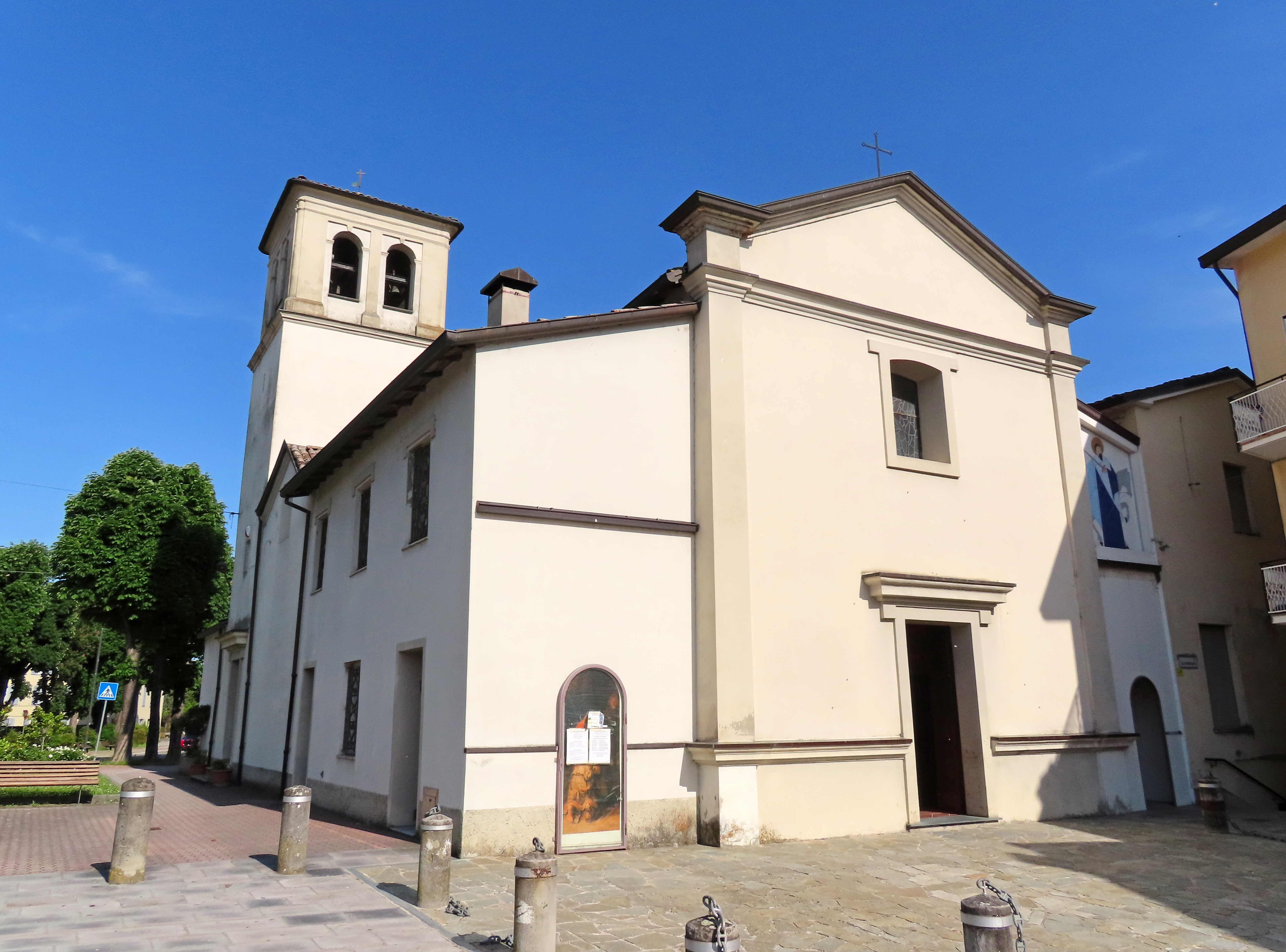
Facciata e lato nord

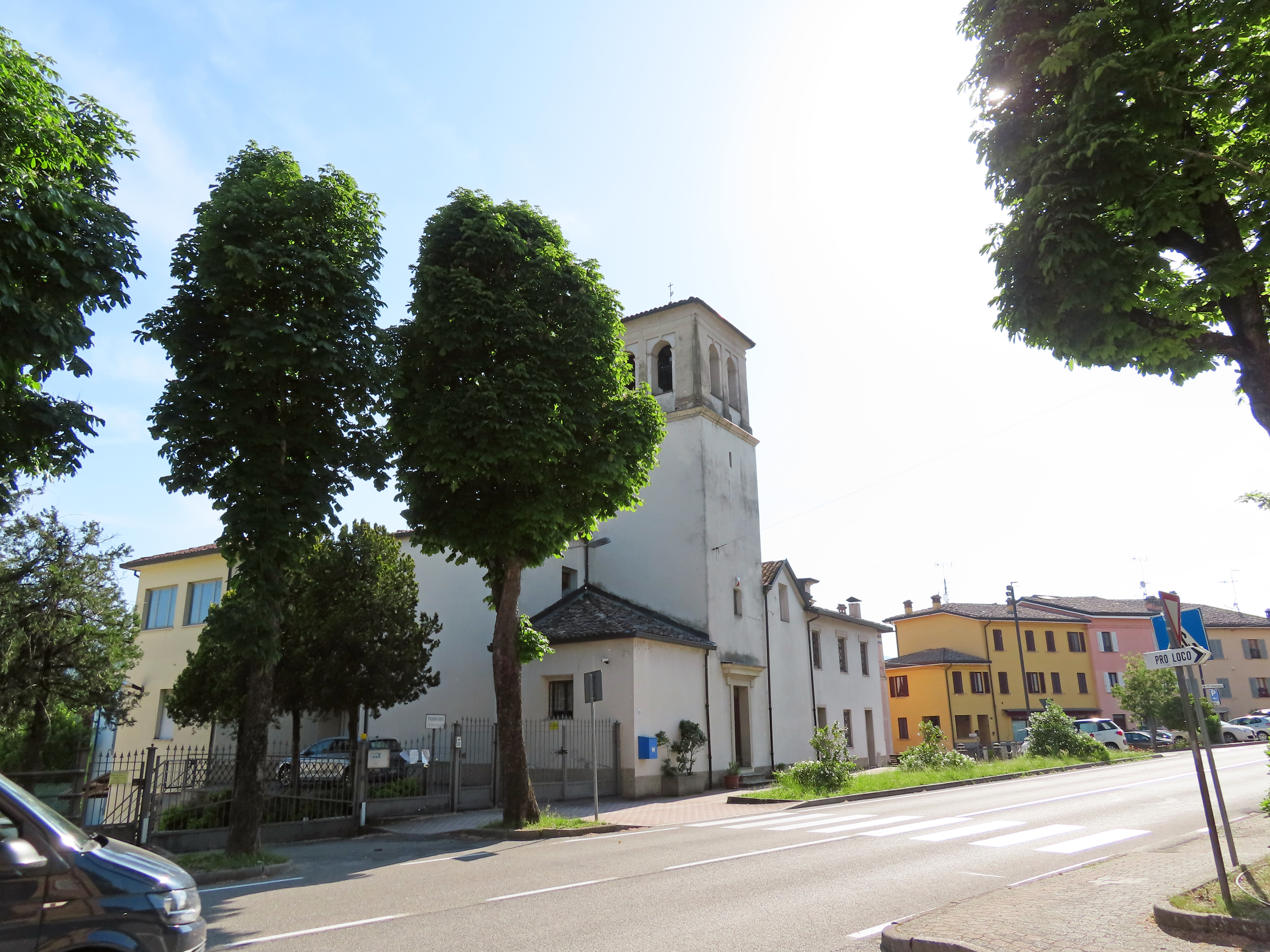
Lato nord

La chiesa si sviluppa su un impianto a navata unica affiancata da tre cappelle per lato, con ingresso a ovest e presbiterio a est.
La simmetrica facciata a salienti, interamente intonacata, è scandita in tre parti da due alte paraste. Il corpo centrale, lievemente aggettante, è caratterizzato dalla presenza dell'ampio portale d'ingresso, delimitato da una cornice e coronato da un architrave in rilievo; in sommità si apre nel mezzo un finestrone ad arco ribassato incorniciato; poco più in alto si sviluppa un cornicione modanato orizzontale, uguale a un altro che si allunga lungo gli spioventi del tetto. Ciascuno dei due corpi laterali, coperti da tetti a leggio e contenenti le cappelle laterali e gli ambienti di servizio, presenta simmetricamente un portale ad arco a tutto sesto, dei quali quello sulla sinistra cieco.
Il fianco sud è in parte inglobato all'interno della canonica; il lato libero opposto presenta un doppio ordine di aperture, attraverso le quali si affacciano i locali di servizio; sul fondo si erge in continuità col prospetto il massiccio campanile, accessibile dall'esterno mediante il portale alla base, delimitato da una cornice e sormontato da un architrave in rilievo; la cella campanaria si affaccia sulle quattro fronti attraverso coppie di monofore ad arco a tutto sesto, scandite e affiancate da lesene che si elevano su un basamento in lieve aggetto.
All'interno la navata, coperta da una volta a botte lunettata, è affiancata da una serie di lesene coronate da capitelli dorici, a sostegno del cornicione perimetrale modanato; le cappelle laterali, chiuse superiormente da volte a botte, si affacciano sull'aula attraverso ampie arcate a tutto sesto.
Il presbiterio, lievemente sopraelevato, è preceduto dall'arco trionfale, retto da paraste binate; l'ambiente, coperto da una volta a botte lunettata, accoglie l'altare ligneo a mensa, aggiunto tra il 1970 e il 1980; sul fondo è collocato il settecentesco altare maggiore, in stile rococò, sormontato dalla pala rappresentante San Martino, dipinta nel XVII secolo da un ignoto pittore emiliano.
Di pregio risulta la cappella dedicata alla Madonna del Rosario, interamente decorata nel 1744 da Giuseppe Peroni, che realizzò la pala raffigurante la Madonna del Rosario col Bambino e i santi Rosa e Domenico, due affreschi rappresentanti la Vergine che vince la Morte e la Vergine che vince la Tentazione e due dipinti di San Giovanni Nepomuceno e San Vincenzo Ferreri.
La chiesa ospita inoltre un olio raffigurante Sant'Anna, la Madonna e San Gioacchino, forse realizzato dal pittore ottocentesco parmigiano Giovanni Riccò; nel tempio è infine conservato un fonte battesimale in pietra paesina, risalente alla fine del XIV secolo.